# Between the Sheets (single van The Isley Brothers)
Between the Sheets is een single van de Amerikaanse formatie The Isley Brothers. Het is afkomstig van het gelijknamige album en werd 9 maart 1983 uitgebracht op hun eigen label T-Neck.

## Achtergrond
Het lied is geschreven door de jongere broers Ernie en Marvin Isley plus zwager Chris Jasper als reactie op Sexual Healing van Marvin Gaye. Oorspronkelijk was het bedoeld voor hun eigen project Isley-Jasper-Isley, maar omdat de oudere broers Ronald, Rudolph en O'Kelly met een belastingschuld kampten stelden ze enkele van hun eigen songs beschikbaar voor het volgende Isley Brothers-album. De opname vond plaats in februari 1983 in de Newyorkse Bearsville Studios. Between the Sheets zorgde na enkele magere jaren weer voor succes. Met een derde plaats in de Amerikaanse r&b-charts was het de voorlaatste hit in de zesmansformatie. In 1984 verscheen het debuutalbum van Isley-Jasper-Isley. 

## Covers, samples en gebruik in de media
- De jazzband Fourplay nam in 1992 een cover op met Chaka Khan als gastzangeres.
- Sinds 1988 is Between the Sheets veelvuldig gesampled; o.a. door A Tribe Called Quest, The Notorious B.I.G., Aaliyah, Whitney Houston, Tupac Shakur en Drake. Rapper Plies deed het met medewerking van Ronald Isley zelf. Ook is het terug te vinden op de soundtrack van Grand Theft Auto: San Andreas.
- Paul Weller liet er zich door inspireren voor The Long Hot Summer dat in 1983 een zomerhit werd voor zijn nieuwe groep The Style Council.
- Kendrick Lamar verwijst ernaar in  het titelnummer van zijn album Good Kid, M.A.A.D. City